# 蒙特莫林
蒙特莫林，是西班牙埃斯特雷马杜拉巴达霍斯省的一个市镇。总面积203平方公里，总人口1647人（2001年），人口密度8人/平方公里。